# Canal 13
Canal 13, скор. «Канал Тресе» (ісп. Canal 13) — чилійський телевізійний канал, запущений 21 серпня 1959 року на 2-му каналі Сантьяго в ефірі, який очолила і заснувала група інженерів з Папського католицького університету Чилі. Згодом телеканал перейшов на УКХ-канал 13, звідки й походить його нинішня назва.  На початку своєї діяльності однією з найважливіших віх стала трансляція Чемпіонату світу з футболу 1962 року, який відбувся в Чилі..  є другою найстарішою телевізійною станцією в країні. Спочатку він називався Corporación de Televisión de la Pontificia Universidad Católica de Chile (Телевізійна корпорація Папського католицького університету Чилі) до 2010 року, коли Папський католицький університет Чилі продав більшу частину своїх акцій компанії Андроніко Луксіча Grupo Luksic Крейга [es]. У 2017 році Grupo Luksic придбала повне право власності на канал.
Центральні студії каналу розташовані в Матовому телевізійному центрі Елеодоро Родрігеса, де з 1980-х років розміщуються виробничі та ефірні потужності каналу. Комплекс розташований у провінції Провіденсія, столичний регіон Сантьяго, і має 5 гектарів інфраструктури. З 1998 року ці володіння носять ім'я покійного виконавчого директора каналу Елеодоро Родрігеса Матте, який був одним із найдовше працюючих на цій посаді.